# Liste der Nummer-eins-Hits in Spanien (1965)
Dies ist eine Liste der Nummer-eins-Hits in Spanien im Jahr 1965. Sie basiert auf den offiziellen Chartlisten der Asociación Fonográfica y Videográfica de España (AFYVE, heute Promusicae), der spanischen Landesgruppe der IFPI.

| | Liste der Nummer-eins-Hits in Spanien | Liste der Nummer-eins-Hits in Spanien | Liste der Nummer-eins-Hits in Spanien             | 1966 →                    |
| \| Zeitraum \| Wo. ges. \| Interpret \| Titel Autor(en) \| Zusätzliche Informationen \| \| (Zeitraum, Wochen auf Platz eins, Interpret, Titel, Autor[en], zusätzliche Informationen) \| \| \| \| \| \| ----------------------------------------------------------------------------------------- \| -------- \| ---------------------- \| ------------------------------------------------- \| ------------------------- \| \| 28. Dezember 1964 – 3. Januar 1965 1 Woche (insgesamt 4) \| 4 \| The Beatles \| A Hard Day’s Night Lennon/McCartney \| – \| \| 4. Januar 1965 – 17. Januar 1965 2 Wochen \| 2 \| The Animals \| The House Of The Rising Sun \| – \| \| 18. Januar 1965 – 24. Januar 1965 1 Woche \| 1 \| Richard Anthony \| Ce Monde \| – \| \| 25. Januar 1965 – 31. Januar 1965 1 Woche \| 1 \| La Familia Telerín \| Vamos A La Cama \| – \| \| 1. Februar 1965 – 7. Februar 1965 1 Woche \| 1 \| Rita Pavone \| Qué Me Importa Del Mundo(Che M'Importa Del Mondo) \| – \| \| 8. Februar 1965 – 14. Februar 1965 1 Woche (insgesamt 4) \| 4 \| The Beatles \| A Hard Day’s Night Lennon/McCartney \| – \| \| 15. Februar 1965 – 11. April 1965 8 Wochen \| 8 \| Johnny & Charley \| La Yenka \| – \| \| 12. April 1965 – 25. April 1965 2 Wochen \| 2 \| Los Brincos \| Flamenco \| – \| \| 26. April 1965 – 2. Mai 1965 1 Woche \| 1 \| Mikaela \| La Luna y el Toro \| – \| \| 3. Mai 1965 – 9. Mai 1965 1 Woche \| 1 \| Charles Aznavour \| Venecia Sin Tí (Que C'Est Triste Venise) \| – \| \| 10. Mai 1965 – 30. Mai 1965 3 Wochen \| 3 \| Petula Clark \| Downtown \| – \| \| 31. Mai 1965 – 13. Juni 1965 2 Wochen (insgesamt 10) \| 10 \| France Gall \| Poupée De Cire, Poupée De Son \| – \| \| 14. Juni 1965 – 20. Juni 1965 1 Woche \| 1 \| Dúo Dinámico \| Esos Ojitos Negros \| – \| \| 21. Juni 1965 – 8. August 1965 7 Wochen (insgesamt 10) \| 10 \| France Gall \| Poupée De Cire, Poupée De Son \| – \| \| 9. August 1965 – 29. August 1965 3 Wochen \| 3 \| Conchita Velasco \| Chica Ye-Yé \| – \| \| 30. August 1965 – 19. September 1965 3 Wochen (insgesamt 5) \| 5 \| Los Brincos \| Borracho \| – \| \| 20. September 1965 – 26. September 1965 1 Woche \| 1 \| Los Tres Sudamericanos \| Me Lo Dijo Pérez \| – \| \| 27. September 1965 – 12. Oktober 1965 2 Wochen (insgesamt 5) \| 5 \| Los Brincos \| Borracho \| – \| \| 13. Oktober 1965 – 7. November 1965 4 Wochen (insgesamt 14) \| 14 \| Jimmy Fontana \| El Mundo (Il Mondo) \| – \| \| 8. November 1965 – 14. November 1965 1 Woche \| 1 \| The Beatles \| Help Lennon/McCartney \| – \| \| 15. November 1965 – 23. Januar 1966 10 Wochen (insgesamt 14) \| 14 \| Jimmy Fontana \| El Mundo (Il Mondo) \| – \| |                                       |                                       |                                                   |                           |
| |                                       |                                       |                                                   | → 1966 →                  |
| Zeitraum | Wo. ges.                              | Interpret                             | Titel Autor(en)                                   | Zusätzliche Informationen |
| (Zeitraum, Wochen auf Platz eins, Interpret, Titel, Autor[en], zusätzliche Informationen) |                                       |                                       |                                                   |                           |
| 28. Dezember 1964 – 3. Januar 1965 1 Woche (insgesamt 4) | 4                                     | The Beatles                           | A Hard Day’s Night Lennon/McCartney               | –                         |
| 4. Januar 1965 – 17. Januar 1965 2 Wochen | 2                                     | The Animals                           | The House Of The Rising Sun                       | –                         |
| 18. Januar 1965 – 24. Januar 1965 1 Woche | 1                                     | Richard Anthony                       | Ce Monde                                          | –                         |
| 25. Januar 1965 – 31. Januar 1965 1 Woche | 1                                     | La Familia Telerín                    | Vamos A La Cama                                   | –                         |
| 1. Februar 1965 – 7. Februar 1965 1 Woche | 1                                     | Rita Pavone                           | Qué Me Importa Del Mundo(Che M'Importa Del Mondo) | –                         |
| 8. Februar 1965 – 14. Februar 1965 1 Woche (insgesamt 4) | 4                                     | The Beatles                           | A Hard Day’s Night Lennon/McCartney               | –                         |
| 15. Februar 1965 – 11. April 1965 8 Wochen | 8                                     | Johnny & Charley                      | La Yenka                                          | –                         |
| 12. April 1965 – 25. April 1965 2 Wochen | 2                                     | Los Brincos                           | Flamenco                                          | –                         |
| 26. April 1965 – 2. Mai 1965 1 Woche | 1                                     | Mikaela                               | La Luna y el Toro                                 | –                         |
| 3. Mai 1965 – 9. Mai 1965 1 Woche | 1                                     | Charles Aznavour                      | Venecia Sin Tí (Que C'Est Triste Venise)          | –                         |
| 10. Mai 1965 – 30. Mai 1965 3 Wochen | 3                                     | Petula Clark                          | Downtown                                          | –                         |
| 31. Mai 1965 – 13. Juni 1965 2 Wochen (insgesamt 10) | 10                                    | France Gall                           | Poupée De Cire, Poupée De Son                     | –                         |
| 14. Juni 1965 – 20. Juni 1965 1 Woche | 1                                     | Dúo Dinámico                          | Esos Ojitos Negros                                | –                         |
| 21. Juni 1965 – 8. August 1965 7 Wochen (insgesamt 10) | 10                                    | France Gall                           | Poupée De Cire, Poupée De Son                     | –                         |
| 9. August 1965 – 29. August 1965 3 Wochen | 3                                     | Conchita Velasco                      | Chica Ye-Yé                                       | –                         |
| 30. August 1965 – 19. September 1965 3 Wochen (insgesamt 5) | 5                                     | Los Brincos                           | Borracho                                          | –                         |
| 20. September 1965 – 26. September 1965 1 Woche | 1                                     | Los Tres Sudamericanos                | Me Lo Dijo Pérez                                  | –                         |
| 27. September 1965 – 12. Oktober 1965 2 Wochen (insgesamt 5) | 5                                     | Los Brincos                           | Borracho                                          | –                         |
| 13. Oktober 1965 – 7. November 1965 4 Wochen (insgesamt 14) | 14                                    | Jimmy Fontana                         | El Mundo (Il Mondo)                               | –                         |
| 8. November 1965 – 14. November 1965 1 Woche | 1                                     | The Beatles                           | Help Lennon/McCartney                             | –                         |
| 15. November 1965 – 23. Januar 1966 10 Wochen (insgesamt 14) | 14                                    | Jimmy Fontana                         | El Mundo (Il Mondo)                               | –                         |